# Fall City
Fall City je obec v okrese King v americkém státě Washington. Nachází se zhruba 40 kilometrů východně od Seattlu, na březích řeky Snoqualmie. V roce 2010 měla 1 993 obyvatel.

## Historie
Prvním osídlením v oblasti byly dvě pevnosti postavené roku 1856 v rámci války o Pugetův záliv, jejichž úkolem bylo chránit budoucí osadníky před možnými povstáními původních obyvatel. Jednalo se o Fort Patterson a Fort Tilton, které byly postaveny za pomoci indiánů vedených náčelníkem Patkanimem. Po dvou letech mírového soužití s indiánskými kmeny byly obě pevnosti opuštěny. Severně od Fall City na silnici Fish Hatchery Road, na místě, kde se nacházela Fort Tilton, nyní stojí historická značka.
Nedaleko dnešního umístění restaurace Last Frontier Saloon byla v roce 1869 postavena obchodní stanice, která se stala základnou místní ekonomie. Fall City bylo dlouho známé jako The Landing, neboli přistání, jelikož mělké vody a peřeje, které jsou na řece Snoqualmie proti proudu od města byly pro hluboké nákladní kanoe nezdolatelné. Na začátku 70. let 19. století byl mezi Fall City a vodopády Snoqualmie Falls, při ústí potoka Tokul Creek do řeky, postaven první místní mlýn v údolí Snoqualmie Valley. Svou pobočku pošty Fall City získalo v červnu 1872.
V roce 1875 začaly malé parníky přepravovat zboží dále proti proudu řeky, ke konci 80. let téhož století založila skupina místních podnikatelů železnici Seattle, Lake Shore and Eastern Railway, jejíž síť zavítala i do údolí řeky Snoqualmie, kudy se snažila zdolat Kaskádové pohoří. Tehdejší vlastník půdy, na níž leží Fall City, Jeremiah Borst, nechal své území prozkoumat a naplánovat s tím, že do oblasti přiláká železnice mnoho nových osadníků. Roku 1889 ale přišlo velké zklamání, jelikož se dozvěděl, že železnice povede míli mimo město.
I tam se ale železnici povedlo poprvé přemostit řeku Snoqualmie, čímž se daleko zlepšil obchod pro místní farmáře a pilařské závody. Navíc se zpřístupnilo území plné přírodních krás, kolem vodopádů řeky Snoqualmie, pro turisty. V dalších dvaceti letech i díky tomu zaznamenalo město poměrně velký růst.
Když byla kondice dálnice Sunset Highway spojující Seattle s východním Washingtonem přes Fall City v 10. letech minulého století zlepšena, ještě více se zrychlil ekonomický a rezidenční vývoj území okolo města. Ke konci 20. let 20. století už většina obyvatel města pracovala buďto ve vzkvétajícím cestovním ruchu nebo dojížděla za prací do Seattlu či bližšího města Issaquah.
Velká hospodářská krize a systém palivových přídělů za 2. sv. války ale cestovní ruch ve Fall City nepříjemně zabrzdil. Další ránu zdejšímu turismu zasadilo přesměrování dálnice U.S. Highway 10 z Prestonu přímo na North Bend, čímž se motoristé vyhýbali Fall City a nedalekému Snoqualmie. Dále místní ekonomice uškodilo postupné zavírání místních pilařských závodů.
Nyní je Fall City malou obcí typu „bedroom community“, odkud většina obyvatel dojíždí za prací do okolních měst, především do high tech podniků v metropolitní oblasti Seattlu. Fall City pomalu nabírá předměstský ráz, ačkoli se zde stále vyskytují historické budovy a staré statky.

## Geografie
Fall City se nachází na soutoku řek Snoqualmie a Raging River, takže se při podzimních a zimních měsících stává, že dojde k povodním. Typičtější pro město ale je silný východní vítr pocházející ze Snoqualmijského průsmyku.

## Demografie
V roce 2010 v obci žilo 1 798 obyvatel, z nichž 92 % tvořili běloši, 1 % Asiaté a necelé 1 % původní obyvatelé. 6 % obyvatelstva bylo hispánského původu.